# 야기 아리사
야기 아리사(일본어: 八木 アリサ やぎありさ[*]/Arisa yagi, 1995년 7월 31일 ~ )는 일본의 여자 패션모델, 배우다. 키는 167cm(5 ft 6 in)에다가 몸무게는 44kg(97 lb)이다.
홋카이도 삿포로시 출신. 아뮤즈 소속.

## 내력
액터즈 스튜디오의 선발 보컬 그룹 〈TEARDROPS〉의 멤버였지만, 2006년 10월에 그룹을 탈퇴. 그 후, 신 유닛 〈REIRA〉나 야기 개인의 솔로 등을 라이브에서 발군의 퍼포먼스를 보여, 그 매력을 인정받아, 사무소에 스카우트되었다.
갸오디션의 〈황금나침반 오디션〉 최종 선고를 받았을 때, 《nicola》 (신초샤)에 스카우트되고, 2008년 2월호부터 전속 모델로서 활동한다.
2009년에는 텔레비전 프로그램 《넥스트 프린세스》에 레귤러로 출연.
2011년 10월 (12월호), 《ViVi》 (코단샤)에 첫 등장. 전속 모델이 된다.
2012년 3월 28일에 개최된 〈nicola 도쿄 개방일 2012〉에서 nicola를 졸업했다.
2016년 1월 23일 발매의 《ViVi》 2016년 3월호에서, 첫 단독 표지를 장식했다.

## 인물
- 아버지가 프랑스인이고, 어머니가 일본인이다. 본인이 말하기를 얼굴은 아버지를 닮았고, 성격은 어머니를 닮았다고 한다 (다만, 얼굴 생김새는 일본인의 얼굴)[2]. 외동[2].
- 일본어 이외에 영어를 말할 수 있다. 프랑스어를 공부하고 있다[2].
- 초등학교 때 타이나 타히티 섬 등에서 살았다.

## 출연

### 런웨이
- 삿포로 컬렉션
- 도쿄 걸즈 컬렉션
- 시즈오카 컬렉션
- 칸사이 컬렉션
- 고베 컬렉션
- 걸즈 스위트 컬렉션
- 도쿄 런웨이
- 걸즈 어워드
- 우먼즈 페스타 2015
- 토호쿠 드림 컬렉션
- YOHOOD 2014 (상하이)
- Super Girls Expo (타이완)
- FASHION AWARD supported by UR CLUB
- 츄라이이 GIRLS UP! 스테이지
- ASIA FASHION AWARD LAUNCH PARTY

### 이벤트
- ViVi Night
- WELLA TREND VISION award 2013
- Family Mart ASIA COLLECTION
- 프로 야구 세·파 교류전 〈닛폰햄―한신전〉 (삿포로 돔) 퍼스트 피치 세리머니

### 광고
- 〈Ondine〉 후리소데 전문점 이미지 캐릭터
- 〈Melbelle〉 컬러 콘택트 이미지 캐릭터
- 시부야 109 〈109 Halloween〉 이미지 캐릭터
- 〈CANMAKE〉 이미지 캐릭터
- 〈Heather 2015SS〉 이미지 캐릭터
- 〈feminine Cafe〉 이미지 캐릭터
- 홋카이도 닛폰햄 파이터스 〈걸즈 유니폼 이미지 모델〉 (2015년 4월 ~ )
- 〈삿포로 파세오〉 2015년 여름 이미지 모델
- 〈Candy Stripper 20주년 기념 개전〉 메인 비주얼 모델
- 〈Samantha Vega〉
- 〈SACS BAR〉 이미지 모델

### CM
- CANMAKE TOKYO 〈여자아이란 정말로 즐거워!〉 편 (2016년 4월 1일 ~ )

### 텔레비전 프로그램
- 넥스트 프린세스 (2009년 10월 4일 ~ 2010년 3월 28일, TV 도쿄)
- 우리 결혼했어요 세계판 시즌 2 (2014년 4월 ~ 7월, MBC every1) - Key와 가상 결혼
- 옛 나라의 아리사 (2015년 1월 ~ 3월, 홋카이도 TV 방송)
- 도라GO! (2016년 4월 3일, TV 도쿄)
- 래프피! (2016년 5월 20일, 류큐 방송)
- Angel Destiny อุบัติรักเทวา (2016년 5월 5일 ~ 8월 25일, True4U Thailand)

### 영화
- 사랑한다고 말해 (2014년 7월 12일, 쇼치쿠) - 키타가와 메구미 역
- 태양은 움직이지 않는다 (2021년 3월 5일) - 오다 역

### PV
- 포르노 그라피티
  - 〈당신이 여기에 있다면〉 (2008년)
  - 〈Ohhh!!!HANABI〉 (2015년)
- Rihwa 〈내일은 분명 좋은 날이 될 거야〉 (2015년)

## 서적

### 잡지
- 니콜라 (2008년 2월호 ~ 2012년 5월호, 신초샤) - 전속 모델
- ViVi (2011년 12월호 ~ , 코단샤) - 전속 모델
- 월간 audition
- CUTiE